# ميت السودان (الدقهلية)
قرية ميت السودان هي إحدى القرى التابعة لمركز دكرنس في محافظة الدقهلية في جمهورية مصر العربية. حسب إحصاءات سنة 2006، بلغ إجمالي السكان في ميت السودان 4578 نسمة، منهم 2289 رجل و2289 امرأة.

## التاريخ
قرية ميت السودان من القرى القديمة، حيث وردت باسم «منية السودان» في أعمال الدقهلية ضمن قرى الروك الصلاحي التي أحصاها ابن مماتي في كتاب قوانين الدواوين، كما وردت باسم «منية السودان» في أعمال الدقهلية والمرتاحية ضمن قرى الروك الناصري التي أحصاها ابن الجيعان في كتاب «التحفة السنية بأسماء البلاد المصرية». وفي العصر العثماني وردت باسم «منية السودان» في التربيع العثماني الذي أجراه الوالي العثماني سليمان باشا الخادم في عصر السلطان العثماني سليمان القانوني ضمن قرى ولاية الدقهلية، وفي تاريخ 1228هـ/1813م الذي عدّ قرى مصر بعد المسح الذي قام به محمد علي باشا باسم «ميت السودان» ضمن قرى مديرية الدقهلية.